# Klisurica
Klisurica (bułg. Клисурица) – wieś w Bułgarii, w obwodzie Montana, w gminie Montana. Według danych szacunkowych Ujednoliconego Systemu Ewidencji Ludności oraz Usług Administracyjnych dla Ludności, 15 września 2023 roku miejscowość liczyła 102 mieszkańców.

## Osoby związane z miejscowością

### Urodzeni
- Janko Jankow (1944–2013) – bułgarski uczony
- Kamen Goranow (1948) – bułgarski zapaśnik